# Strada principale 111 (Slovenia)
La strada statale 111 (in sloveno Glavna cesta 111) è una delle più importanti strade slovene, che collega Capodistria al confine croato presso Sicciole, correndo parallela alla costa slovena del Mar Adriatico.

## Percorso
La strada inizia all'incrocio con la superstrada H5 un centinaio di metri prima dell'innesto con la strada 11 (Capodistria-Dragogna) (vicino ai canali di Semedella e Cornalunga). La strada prosegue verso ovest, raggiunge il quartiere residenziale periferico di Monte Marco, correndo di fianco al canale di Semedella, oltrepassa la superstrada H6 e prosegue sotto Giusterna. La strada, nel tratto compreso dall'intersezione con strada Circolare in comune di Capodistria e Polje in comune di Isola, è stata declassificata in seguito alla sua chiusura per trasformarla in pista ciclabile e percorso pedonale. Si nuovamente classifica ufficialmente all'incrocio con la strada per il monte Marco.
Diventa una superstrada tra lo svincolo di Isola, ove termina l'H6, ed il termine della superstrada e prosegue come primaria.
Proseguendo ancora si giunge ad una rotonda la quale dà accesso a Pirano e Portorose. Successivamente la strada scende di quota sino ad arrivare al livello del mare. A questo punto la strada attraversa gli abitati di Lucia, Sicciole e Parezzago.
La 111 scorre di fianco all'ex ferrovia Parenzana (Trieste-Parenzo). Inoltre funge da confine con le saline di Sicciole.
Un chilometro dopo la località di Parezzago la strada incontra l'aeroporto di Portorose e termina dopo un lungo rettilineo parallelo alla pista di rullaggio al confine di Sicciole con la Croazia sul fiume Dragogna.